# Playa del Puerto (Pilar de la Horadada)
La playa El Puerto es una playa de arena fina del Mar Mediterráneo perteneciente a Torre de la Horadada en la provincia de Alicante (España).
Esta playa limita al norte con el Puerto deportivo Torre Horadada y al sur con la Playa de Las Villas y tiene una longitud de 680 m, con una amplitud de 95 m.
Se sitúa en un entorno urbano, disponiendo de acceso por calle. Cuenta con paseo marítimo y aparcamiento delimitado. Es una playa balizada, con zona balizada para la salida de embarcaciones.
Desde la construcción del puerto deportivo la playa tiene un agua aceitosa y sucia que incitan a irse a otras playas. El gobierno mira a otro lado. Los vecinos sufren de la peor playa de todo el litoral.